# Perezia
Perezia es un género de plantas con flores perteneciente a la familia Asteraceae. Comprende 186 especies descritas y de estas, solo 36 aceptadas.

## Taxonomía
El género fue descrito por Mariano Lagasca y publicado en Amenidades Naturales de las Españas 1(1): 31. 1811. La especie tipo es: Perezia magellanica Less.
Etimología
- Perezia: nombre genérico dedicado a Lorenzo Pérez, boticario y escritor de Toledo del siglo XVI con amplios conocimientos botánicos.[4][5]

## Especies aceptadas
A continuación se brinda un listado de las especies del género Perezia aceptadas hasta agosto de 2012, ordenadas alfabéticamente. Para cada una se indica el nombre binomial seguido del autor, abreviado según las convenciones y usos.
- Perezia atacamensis (Phil.) Reiche
- Perezia bellidifolia (Phil.) Reiche
- Perezia calophylla (Phil.) Reiche
- Perezia carduncelloides Griseb.
- Perezia carthamoides (D.Don) Hook. & Arn.
- Perezia catharinensis Cabrera
- Perezia ciliaris D.Don
- Perezia ciliosa (Phil.) Reiche
- Perezia delicata Vuilleum.
- Perezia dicephala Less.
- Perezia eryngioides (Cabrera) Crisci & Martic.
- Perezia fonkii (Phil.) Reiche
- Perezia fosbergii Tovar
- Perezia kingii Baker
- Perezia lactucoides (Vahl) Less.
- Perezia linearis Less.
- Perezia lyrata Wedd.
- Perezia macrocephala Sch.Bip.
- Perezia mandoni Rusby
- Perezia megalantha Speg.
- Perezia multiflora (Humb. & Bonpl.) Less.
- Perezia nutans Less.
- Perezia pedicularidifolia Less.
- Perezia pilifera Hook. & Arn.
- Perezia pinnatifida Wedd.
- Perezia poeppigii Less.
- Perezia prenanthoides Less.
- Perezia pungens (Bonpl.) Less.
- Perezia purpurata Wedd.
- Perezia pygmaea Wedd.
- Perezia recurvata Less.
- Perezia spathulata (Lag. ex D.Don) Hook. & Arn.
- Perezia squarrosa (Vahl) Less.
- Perezia sublyrata Domke
- Perezia virens (D.Don) Hook. & Arn.
- Perezia volcanensis Cabrera